# Kristine Sommer
Pour les articles homonymes, voir Sommer.
Pas d'image ? Cliquez ici

a Compétitions nationales et continentales officielles uniquement.

b Matchs officiels uniquement.
Kristine Sommer, née le 2 octobre 1990, est une joueuse internationale américaine de rugby à XV évoluant au poste de troisième ligne aile.

## Biographie
Kristine Sommer naît le 2 octobre 1990. En 2022, elle joue pour le Seattle Rugby Club. Elle est retenue en septembre 2022 pour disputer sous les couleurs des États-Unis la Coupe du monde de rugby à XV en Nouvelle-Zélande.
Début 2023, elle annonce prendre sa retraite sportive,.